# ラスベガス・コンベンションセンター駅
ラスベガス・コンベンションセンター駅（Las Vegas Convention Center）は、ラスベガスモノレールの駅である。この駅は島式プラットホームでラスベガス・コンベンションセンターに位置している。ラスベガス・コンベンションセンター駅はパラダイス・ロードとデサート・イン・ロードが交差する東側に位置している。この駅はラスベガス・コンベンションセンターの駐車場の場所にある。

## 駅のアトラクション
- Sprint ショップ (Sprint Retail & Wireless Tech Lounge)

## 近隣ホテル
- Courtyard by Marriott
- Embassy Suites
- Greek Isles
- Marriott Residence Inn
- Renaissance Las Vegas

## 近隣アトラクション
- Flyaway 室内スカイダイビング
- 観光案内所